# Obesypena
Obesypena là một chi bướm đêm thuộc họ Erebidae.